# Yoldiidae
Yoldiidae zijn een familie van tweekleppigen uit de orde Nuculanida.

## Geslachten
- Adranella Verrill & Bush, 1898
- Megayoldia Verrill & Bush, 1897
- Microgloma Sanders & Allen, 1973
- Orthoyoldia Verrill & Bush, 1897
- Portlandia Mörch, 1857
- Scissileda Kilburn, 1994
- Tepidoleda Iredale, 1939
- Yoldia Möller, 1842
- Yoldiella Verrill & Bush, 1897